# Ханли-Фолс (город, Миннесота)
Ханли-Фолс (англ. Hanley Falls) — город в округе Йеллоу-Медисин, штат Миннесота, США. На площади 0,7 км² (0,7 км² — суша, водоёмов нет), согласно переписи 2002 года, проживают 323 человека. Плотность населения составляет 472,2 чел./км².
- Телефонный код города — 507
- Почтовый индекс — 56245
- FIPS-код города — 27-26972[1]
- GNIS-идентификатор — 0644628[2]